# Thomas Kemmerich
Thomas Karl Leonard Kemmerich (Aken, 20 februari 1965) is een Duitse politicus van de FDP. Van 5 februari tot 4 maart 2020 was hij minister-president van de deelstaat Thüringen, echter grotendeels demissionair. Zijn benoeming, die door Alternative für Deutschland was gesteund, veroorzaakte een politieke crisis waardoor hij na drie dagen aftrad.

## Loopbaan
Sinds 2015 is Kemmerich voorzitter van de FDP in Thüringen en sinds 2019 voorzitter van de FDP-fractie in de Thüringer Landdag. Bij de deelstaatverkiezingen van 2019 won de partij 5 procent van de stemmen en ook 5 zetels. Voorheen was Kemmerich van 2009 tot 2014 parlementslid van de Landdag en van 2017 tot 2019 lid van de Duitse Bondsdag.

### Verkiezing tot minister-president van Thüringen
Op 5 februari 2020 werd Kemmerich door de Landdag verrassend gekozen tot minister-president van Thüringen. Zijn verkiezing veroorzaakte een landelijke en internationale sensatie: hij werd mede gekozen met stemmen van de rechtspopulistische Alternative für Deutschland (AfD). Kemmerich kreeg verrassend 45 stemmen, vermoedelijk van zijn eigen FDP, van de CDU en ook van de AfD, ofschoon hij zich in de verkiezingscampagne tegen een samenwerking met de AfD had uitgesproken. De zittende minister-president Bodo Ramelow van Die Linke kreeg 44 stemmen, hoogstwaarschijnlijk van zijn rood-rood-groene coalitie van Die Linke, SPD en Groenen. 
Kemmerich ontving felicitaties door enkele CDU- en FDP-politici, maar vooral felle kritiek. De verkiezing met ondersteuning van de AfD werd door veel media, historici, politicologen, politici en de Centrale Raad van Joden gezien als een "taboebreuk" en als de eerste samenwerking tussen burgerlijke partijen en extreemrechts sinds de Weimarrepubliek. Als gevolg van de openbare en persoonlijke druk vanuit de hoofdstad en het gehele land kon Kemmerich niet doorgaan met zijn plan om een regering te vormen. Hij kondigde al na één dag zijn aftreden aan en pleitte voor nieuwe verkiezingen. Nadat hij op 8 februari 2020 effectief terugtrad, bleef hij officieel wel in functie als waarnemend minister-president tot een opvolger benoemd zou zijn. Aangezien Kemmerich niet de tijd had gehad om ministers aan te stellen, werd hij beschouwd als een "eenmansregering". In de praktijk werden de ministeries voorlopig geleid door staatssecretarissen die onder zijn voorganger Ramelow waren benoemd.
In februari 2020 was Kemmerich afwezig op een bijeenkomst van de Bondsraad, waar hij als minister-president automatisch lid van was. Dit was de eerste keer sinds de Duitse hereniging dat Thüringen niet in de Bondsraad vertegenwoordigd werd. Na een maand zonder werkelijk bestuur stemde de Thüringer Landdag op 4 maart 2020 voor een terugkeer van Ramelow als minister-president. De FDP stemde hierbij, net als de CDU, echter niet mee.

## Weblinks
- Blog van Thomas L. Kemmerich
- Portret van Thomas Kemmerich in de FAZ
- Portret van Thomas Kemmerich in de MDR Thüringen

- Gemeinsame Normdatei: 1198151463
- Virtual International Authority File: 1838157282922703640002